# George Jonaširo
George Jonaširo (japonsko 与那城 ジョージ), japonski nogometaš in trener, 28. november 1950.
Za japonsko reprezentanco je odigral dve uradni tekmi.